# North Ronaldsay Airport
North Ronaldsay Airport är en flygplats i Storbritannien.   Den ligger i kommunen Orkneyöarna och riksdelen Skottland, i den norra delen av landet, 900 km norr om huvudstaden London. North Ronaldsay Airport ligger 16 meter över havet. Den ligger på ön North Ronaldsay.
Terrängen runt North Ronaldsay Airport är mycket platt.  Det finns inga samhällen i närheten. 